# Mosson (Lez)
Die Mosson (okzitanisch Mausson) ist ein Fluss in Frankreich, der im Département Hérault in der Region Okzitanien verläuft. Sie entspringt unter dem Namen Ruisseau des Mages im Gemeindegebiet von Saint-Paul-et-Valmalle, entwässert anfangs Richtung Nordwest bis West, dreht bei Combaillaux aber nach Süd bis Südwest und mündet nach rund 39 Kilometern an der Gemeindegrenze von Villeneuve-lès-Maguelone, Lattes und Palavas-les-Flots als rechter Nebenfluss in den Lez. Der ursprüngliche Mündungsarm erreicht knapp östlich von Villeneuve-lès-Maguelone bereits den Lagunensee Étang de l’Arnel. Er ist jedoch durch ein Wehr abgeschottet, das nur bei extrem hoher Wasserführung der Mosson geöffnet wird.

## Orte am Fluss
- Saint-Paul-et-Valmalle
- Montarnaud
- Vailhauquès
- Combaillaux
- Grabels
- Juvignac
- Montpellier
- Lavérune
- Saint-Jean-de-Védas
- Villeneuve-lès-Maguelone

## Sehenswürdigkeiten
- Château de la Mosson im Gemeindegebiet von Montpellier
- Oppidum de la Roque im Gemeindegebiet von Fabrègues - Monument historique